# Suhl
Suhl é uma cidade da Alemanha localizada no estado da Turíngia.
Suhl é uma cidade independente (Kreisfreie Städte) ou distrito urbano (Stadtkreis), ou seja, possui estatuto de distrito (kreis).